# Brachinus consanguineus
Brachinus consanguineus är en skalbaggsart som beskrevs av Maximilien de Chaudoir. Brachinus consanguineus ingår i släktet Brachinus och familjen jordlöpare. Inga underarter finns listade i Catalogue of Life.